# Dorothy Mills
Dorothy Mills is een Iers-Franse bovennatuurlijke thriller/horrorfilm uit 2008 onder regie van Agnès Merlet. Zij schreef zelf ook het verhaal, samen met Juliette Sales. Dorothy Mills werd bij de Irish Film and Television Awards genomineerd voor de prijzen voor beste hoofdrolspeelster (Jenn Murray), beste bijrolspeelster (Ger Ryan), beste productieontwerp en beste haar & grime.

## Verhaal
Wanneer Aiden en Maureen Kearsley thuiskomen na een bezoek aan de kerk, betrappen ze babysitter Dorothy Mills met haar handen om de nek van hun negen maanden oude kind. Ze doen aangifte van poging tot moord. Psychiater Jane Morton neemt de taak op zich om uit te zoeken wat er precies is gebeurd. Ze rouwt zelf nog om het overlijden van haar verdronken zoontje David en wil daarom graag even weg uit haar gebruikelijke omgeving. De zaak rond Dorothy speelt zich af op een van de rest van het land geïsoleerd Iers eilandje. Tom O'Brien overlegt met Jane om zich ervan te verzekeren dat ze de situatie aankan.
Na een bootreis naar het eiland, gaat Jane met een auto op weg naar Dorothy's huis. Ze rijdt de wagen een meer in omdat ze moet uitwijken voor twee tegenliggers. In één daarvan zitten twee jonge mannen en een jonge vrouw, in de andere een groep mannen die het drietal achterna zit. De plaatselijke bevolking arriveert en vist Janes koffer uit het water, waarna ze ook zelf opduikt. De toegestroomde mensen nemen haar mee naar een plaatselijke herberg. Hier kan ze in bad en krijgt ze een kamer en wat te eten. Jane vertelt waarom ze er is.
De volgende dag bezoekt Jane de Kearsleys en Dorothy. Het meisje is schichtig en introvert. Ze vertelt dat ze zich niet kan herinneren dat ze die avond bij de Kearsleys is geweest. Jane ondervindt dat de lokale mensen deel uitmaken van een gesloten, strenggelovige gemeenschap onder leiding van pastoor Ross. Die blijkt tegelijkertijd dienst te doen als de lokale dokter. De mensen bekijken Jane met argusogen, want ze hechten meer waarde aan God dan aan wetenschap. Ze behandelen Jane vijandig, vooral de mannen. Alleen sheriff Colin Garrivan vormt daarop een uitzondering. Hij is geboren op het eiland, maar verhuisd.
Dorothy woont bij haar tante Eileen McMahon. Haar moeder is overleden. Wie haar vader is, weet niemand. Eileen vertelt Jane dat haar zus het ene baantje na het andere had en dat het met mannen net zo ging. Het enige werk dat ze leuk vond en langere tijd deed, was het afleggen van overledenen. De plaatselijke bevolking keurde de manier van leven van Dorothys moeder af en voeren dit door in de manier waarop ze Dorothy zelf behandelen.
Wanneer Jane een tweede keer met Dorothy komt praten, gedraagt het meisje zich totaal anders. Ze zegt dat ze Mimi heet, vijf jaar oud is en dat Dorothy slaapt, in haar. Ze vertelt dat daar nog meer mensen zijn en dat ze Dorothy er zelden uitlaten, omdat die zichzelf altijd van kant probeert te maken. Zodra Dorothy slaapt, schrijft Jane haar ervaringen op aan een bureau in de hoek. Dorothy wordt wakker en gedraagt zich weer als iemand anders, kwaad, agressief en plat pratend. Jane gaat bellen in een telefooncel. Wanneer ze terugkomt, heeft Dorothy gewaagdere kleding aan en een bruine pruik op. Ze zegt nu dat ze Mary heet en lol wil maken.
In de herberg schiet een oude vrouw Jane aan. Ze zegt haar te gaan kijken in de kerk. Daar valt Jane midden in een ritueel. Ze ziet hoe pastoor Ross en een paar dorpsmensen proberen Dorothy te gebruiken om via haar lichaam in contact te komen met een overleden jongen. Jane onderbreekt het ritueel en neemt Dorothy mee. Het meisje vertelt deze keer dat ze Kurt heet en dat hij bovenkomt om pijn op te vangen, om die Dorothy te besparen. Kurt vertelt dat hij niet te veel mag zeggen van Duncan, die de baas is.
Wanneer Jane sheriff Garrivan weer spreekt, dringt hij er bij haar op aan dat ze haar rapport op het vasteland opstelt. Volgens hem weet ze inmiddels genoeg om het te schrijven en is het daar veiliger voor haar dan op het eiland. Jane blijft toch omdat ze Dorothy niet wil achterlaten. Ze concludeert dat het meisje een meervoudigepersoonlijkheidsstoornis heeft. Ze redeneert dat alter ego Duncan de baby van de Kearsleys aanviel en dat Dorothy zich er daarom niets van herinnert. Die theorie komt op losse schrijven te staan wanneer Jane Dorothy weer spreekt. Het meisje zegt deze keer dat ze Duncan heet en wijst Jane op een tekening die Dorothy voor haar maakte. Het is een illustratie van haar zoontje David terwijl hij verdrinkt. Dorothy begint meteen daarna met de stem van David tegen Jane te praten.
Jane wordt de volgende morgen wakker van gitaarmuziek op de kamer boven de hare. Omdat het al de zoveelste keer is, gaat ze kijken waar het geluid vandaan komt. Op de kamer treft ze de oude vrouw uit de herberg aan. Op een tafel staat een foto van een jongen. Jane herkent hem als een van de drie inzittenden in de auto die ze ontweek toen ze het meer inreed. Volgens de oude vrouw kan dat niet omdat het haar kleinzoon is, Duncan. Hij is tien jaar eerder omgekomen toen hij samen met zijn vrienden Mary en Kurt met een auto het meer inreed. In de kamer liggen krantenknipsels die het verhaal van de oude vrouw bevestigen.
Jane vertelt sheriff Garrivan dat Dorothy geen meervoudigepersoonlijkheidsstoornis heeft, maar dat ze geesten van overleden mensen in zich heeft. Ze weet niet hoe het meisje anders iets zou kunnen weten over David. Garrivan zegt haar dat haar emoties mogelijk haar beoordelingsvermogen beïnvloeden. Hij dringt opnieuw op aan dat ze van het eiland gaat. Die nacht wordt zijn hond vermoord. Jane laat 's morgens een briefje voor hem achter waarin ze herhaalt dat ze Dorothy niet achter kan laten.
Jane gaat naar Eileen om haar te zeggen dat ze haar nichtje  mee wil nemen naar een ziekenhuis. Dorothy's tante verspreekt zich door tegen te sputteren dat ze dat niet wil omdat ze zonder het meisje niet kan praten met Mary, haar dochter. Jane gebruikt hypnotherapie om Dorothy herinneringen op te laten halen van toen ze vijf was. Ze blijkt aanwezig te zijn geweest toen haar moeder de dan net gestorven Mary, Duncan en Kurt aflegde. Haar moeder liet haar de doden kussen om haar te laten zien dat die niet eng waren. Om daar mee om te kunnen gaan, creëerde Dorothy's geest toen Mimi.
Dorothy bezoekt de volgende dag Garrivan, maar schreeuwt hem toe als Duncan. De sheriff blijkt een van de mannen die de drie achterna zat toen ze verongelukten. Geconfronteerd met Duncan, schiet hij zichzelf door het hoofd. De rest van het dorp komt op het geluid van het schot af. Ze zien dat het echt Duncan is die via Dorothy tegen ze praat. Hij neemt iedereen mee naar het meer, nabij de brug waar zijn vrienden en hij afreden. Duncan vertelt dat hij de baby van de Kearslys aanviel als wraak voor Mary. Hij laat iedereen zien wat er die avond gebeurde. Alsof ze er zelf bij zijn, ziet de bevolking dat Mary, Kurt en Duncan op hun laatste avond aanwezig zijn op een dorpsfeest. Er wordt gedronken, gedanst en geflirt. Vier van de aanwezige mannen grijpen Mary na afloop en verkrachten haar, vermomd in maskers. Duncan valt binnen, verwondt een van de mannen met een mes en slaat met Mary op de vlucht. De mannen zijn woedend en gaan achter Duncan, Mary en Kurt aan, terwijl die in een auto maken dat ze wegkomen. Wanneer de drie het water inrijden, kijken ze geschrokken over de brugleuning en zetten ze hun maskers af. Daardoor zien alle aanwezigen in het heden dat het Aiden Kearsley, Paul Fallon, John McCarthy en sheriff Garrivan zijn. Stuk voor stuk mannen die al die jaren in hun midden zijn gebleven en over alles hebben gezwegen.
Terwijl Eileen begint te schreeuwen, buigen John en Aiden hun hoofd in schaamte. Paul daarentegen dreigt dat ze hem wel aan kunnen geven, maar dat buitenstaanders zich dan met hun gemeenschap gaan bemoeien. In zijn ogen moet wat er op het eiland gebeurt, op het eiland blijven. Hij stelt voor om Dorothy het zwijgen op te leggen, omdat zij als enige kan bewijzen wat er is gebeurd. Jane vliegt Paul aan, maar belandt met haar hoofd op een steen en sterft.

### Epiloog
Pastoor Ross heeft een bijeenkomst belegd en spreekt daarin uit wat er met Paul, Aiden en John moet gebeuren. Hij geeft ze niet aan bij de politie, maar verbant zowel hen als hun families van het eiland. Alles daarop wat aan ze herinnert, zal worden vernietigd. Het lichaam van Jane wordt in het meer gegooid. Ross zal de buitenwereld vertellen dat ze is vertrokken en niet heeft laten weten waarnaartoe.
Dorothy belandt bij Tom O'Brien. Hij blijkt Janes geliefde en de vader van David. Dorothy is op dat moment niet zichzelf, maar Jane. Die herkent zichzelf in de spiegel en beseft dat ook haar geest nu in het meisje huist. Jane neemt afscheid van Tom en geeft hem Davids horloge. Ze vertelt hem dat ze samen met hun zoon naar het hiernamaals gaat en ook de anderen die nog in Dorothy verblijven met zich meeneemt. Meteen daarna is het meisje voor het eerst in lange tijd weer helemaal zichzelf.

## Rolverdeling
| - Carice van Houten - Jane Morton - Jenn Murray - Dorothy Mills - David Wilmot - Colin Garrivan - Ger Ryan - Eileen McMahon - David Ganly - Aiden Kearsley - Gary Lewis - Pastoor Ross - Rynagh O'Grady - Mevr.. McCllellan - Joe Hanley - Paul Fallon - Gavin O'Connor - John McCarthy | - Charlene McKenna - Mary McMahon - Louise Lewis - Maureen Kearsley - Sean Stewart - Duncan McClellan - Eamonn Owens - Kurt - Ian Lloyd Anderson - Jake Fallon - Michèle Forbes - Mevr. Fallon - Helen Norton - Emma McCarthy - David Murray - Tom O'Brien - Niamh Shaw - Mabel Mills |